# Якимов, Михаил Петрович
Михаил Петрович Якимов (27 ноября (10 декабря) 1892 года, г. Двинск, Витебская губерния — 30 мая 1969 года, Москва) — советский военный деятель, генерал-майор (20 декабря 1942 года).

## Начальная биография
Михаил Петрович Якимов родился 27 ноября (10 декабря) 1892 года в Двинске ныне в Даугавпилсе, Латвия.
С 1910 года работал служащим на Петроградском главпочтамте.

## Военная служба
В октябре 1912 года призван в ряды Русской императорской армии на правах вольноопределяющегося и служил рядовым при Петроградском уездном воинском начальнике. В январе 1913 года переведён в Новочеркасский 145-й пехотный полк и направлен на учёбу в учебную команду при этом же полку, после окончания которой в октябре того же года произведён в чин младшего унтер-офицера и продолжил служить полку.

### Первая мировая и гражданская войны
С началом Первой мировой войны полк принимал участие в боевых действиях на Западном фронте.
В ноябре 1914 года М. П. Якимов направлен на учёбу на ускоренный курс Ораниенбаумского военного училища, после окончания которого 1 февраля 1915 года произведён в прапорщики и назначен младшим офицером в Дорогобужский 143-й пехотный полк, в составе которого служил командиром взвода, роты и батальона и принимал участие в боевых действиях на Западном и Северо-Западном фронтах.
В 1916 году учился на курсах командиров рот при 6-й армии. Летом 1917 года «за антивоенные выступления и агитацию против наступления Керенского» арестован и в течение месяца находился в Двинской крепости. В декабре 1917 года Михаил Петрович Якимов демобилизован из рядов армии в чине штабс-капитана.
В феврале 1918 года рядовым бойцом вступил в партизанский красногвардейский отряд Сиверса-Маркуса, в составе которого участвовал в боевых действиях против немецких войск на Украине. В мае того же года отряд был ликвидирован, после чего жил в Ромнах и в августе мобилизован в армию гетмана П. П. Скоропадского и зачислен в 27-й Сквирский полк, в составе которого служил до ноября.
В январе 1919 года М. П. Якимов призван в ряды РККА и назначен помощником командира 9-го Украинского советского полка, после чего принимал участие в боевых действиях против войск под командованием С. В. Петлюры в районе Киева и Бердичева, а затем — в боевых действиях против белогвардейских и румынских войск на Днестре и в Бессарабии в районе Григориополя и Дубоссар. В апреле исполнял должность помощника командира 1-го Одесского советского полка, а в мае — июне служил начальником сводного отряда и принимал участие в подавлении восстания под руководством Н. А. Григорьева в районе Вознесенска, Помошной, Елисаветграда и Знаменки.
В начале июля назначен на должность командира 10-го Минского стрелкового полка (52-я стрелковая дивизия, 16-я армия), однако вскоре полк передан 8-й стрелковой дивизии и переименован в 72-й стрелковый. В составе полка М. П. Якимов принимал участие в боевых действиях в районе Минска и Бобруйска в ходе советско-польской войны. В октябре вернулся в 52-ю стрелковую дивизию и назначен помощником командира 461-го стрелкового полка, а с февраля 1920 года служил командиром 460-го, 462-го и 461-го стрелковых полков и участвовал в боях против польских войск в районе Борисова, на Березине и под Лепелем.
В ноябре 52-я стрелковая дивизия передислоцирована на Южный фронт и с января принимал участие в боях от Брянска до Старобельска против войск под командованием А. И. Деникина, а с апреля по июль — в боях в районе Перекопа, а также в Средней и Восточной Таврии и в районе Александровска. Летом и осенью 1920 года, будучи командиром 460-го стрелкового полка, участвовал в боевых действиях против войск под командованием генерала П. Н. Врангеля под Каховкой и на Никопольском плацдарме, а в 1921 году — командиром 462-го стрелкового полка вёл бои против вооружённых формирований под руководством Н. И. Махно в районе Елисаветграда, Вознесенска и Ольвиополя.
С июля 1921 года служил командиром 407-го сводного стрелкового полка 136-й бригады, а затем командиром 133-го стрелкового полка (15-я стрелковая дивизия) и принимал участие в боевых действиях против вооружённых формирований под командованием Щуся, Заболотного и других в районах Знаменки, Новомиргорода и Балты.
За боевые отличия Михаил Петрович Якимов награждён орденом Красного Знамени (приказ РВС № 92, 1922 год), золотыми часами и золотым портсигаром.

### Межвоенное время
После окончания войны продолжил служить в 15-й стрелковой дивизии (Украинский военный округ) на должности командира 43-го стрелкового полка. В сентябре 1923 года назначен командиром 135-го стрелкового полка (45-я стрелковая дивизия). В период с 7 октября 1924 по 15 сентября 1925 года учился на курсах «Выстрел», а с 20 октября по 28 декабря 1927 года — на курсах усовершенствования высшего начальствующего состава при Военной академии имени М. В. Фрунзе.
С 15 декабря 1928 года М. П. Якимов служил помощником командира и исполняющим должность командира 12-й стрелковой дивизии (Сибирский военный округ), а с февраля 1932 года исполнял должность помощника командира Омской стрелковой дивизии. В декабре того же года назначен на должность руководителя кафедры тактики Военной академии механизации и моторизации РККА, а в мае 1936 года — на должность инспектора вузов Приволжского военного округа на правах командира корпуса вузов. 8 февраля 1938 года комбриг Михаил Петрович Якимов арестован органами НКВД и находился под следствием, а 13 февраля того же года уволен из кадров РККА по ст. 44, п. «в».
24 января 1940 года освобождён Главной военной прокуратурой Красной армии «за недоказанностью обвинения», приказом НКО от 9 февраля того же года восстановлен в кадрах РККА с зачислением в распоряжение Управления по начальствующему составу Красной армии, в апреле направлен на курсы «Выстрел», где назначен старшим преподавателем тактики, а с октября исполнял должность начальника курса командиров рот этих курсов.

### Великая Отечественная война
С началом войны находился на прежней должности.
С июня 1942 года комбриг М. П. Якимов находился в распоряжении Маршала Советского Союза К. Е. Ворошилова и состоял в группе контроля за формированием стрелковых и кавалерийских соединений, подготовкой маршевого пополнения в запасных бригадах. В декабре того же года назначен командиром 364-й стрелковой дивизии (2-я резервная армия), но в должность не вступил, после чего находился в распоряжении Военного совета Волховского фронта.
С 14 января 1943 года генерал-майор М. П. Якимов исполнял должность командира 372-й стрелковой дивизии, однако 21 января переведён на должность командира 147-й стрелковой дивизии, участвовавшей в операции «Искра» по прорыву блокады Ленинграда, а с июля — в Курской битве, Белгородско-Харьковской наступательной операции, битве за Днепр и Киевской наступательной операции; в ходе последней М. П. Якимов на Букринском плацдарме был контужен. Вскоре 147-я стрелковая дивизия принимала участие в ходе Житомирско-Бердичевской, Ровно-Луцкой и Проскуровско-Черновицкой наступательных операций. 12 апреля 1944 года в бою в районе Проскурова был ранен. В июне того же года генерал-майор М. П. Якимов отстранён от командования дивизией, после чего лечился в госпитале в Москве и санатории «Архангельское» в связи с расстройством нервной системы.
В декабре назначен старшим инспектором Инспекции пехоты Красной армии, однако с марта 1945 года находился в распоряжении Главного управления кадров НКО.

### Послевоенная карьера
В июле 1945 года направлен в Военную академию имени М. В. Фрунзе, где служил старшим преподавателем и старшим тактическим руководителем кафедры общей тактики, с октября 1946 года — заместителем по учебной работе начальника курса основного факультета и старшим тактическим руководителем, а с марта 1952 года — заместителем начальника кафедры тактики высших соединений.
Генерал-майор Михаил Петрович Якимов 16 декабря 1954 года вышел в запас. Умер 30 мая 1969 года в Москве. Похоронен на Ваганьковском кладбище.

## Воинские звания
- Комбриг (4 декабря 1935 года);
- Генерал-майор (20 декабря 1942 года).

## Награды
- Орден Ленина (21.02.1945);
- Два ордена Красного Знамени (1922[2], 20.06.1949);
- Орден Суворова 2 степени (10.01.1944);
- Медали.

Иностранные награды
- Орден «Легион почёта» в степени командора (США; 11.06.1944).